# Maccabi Haifa Football Club

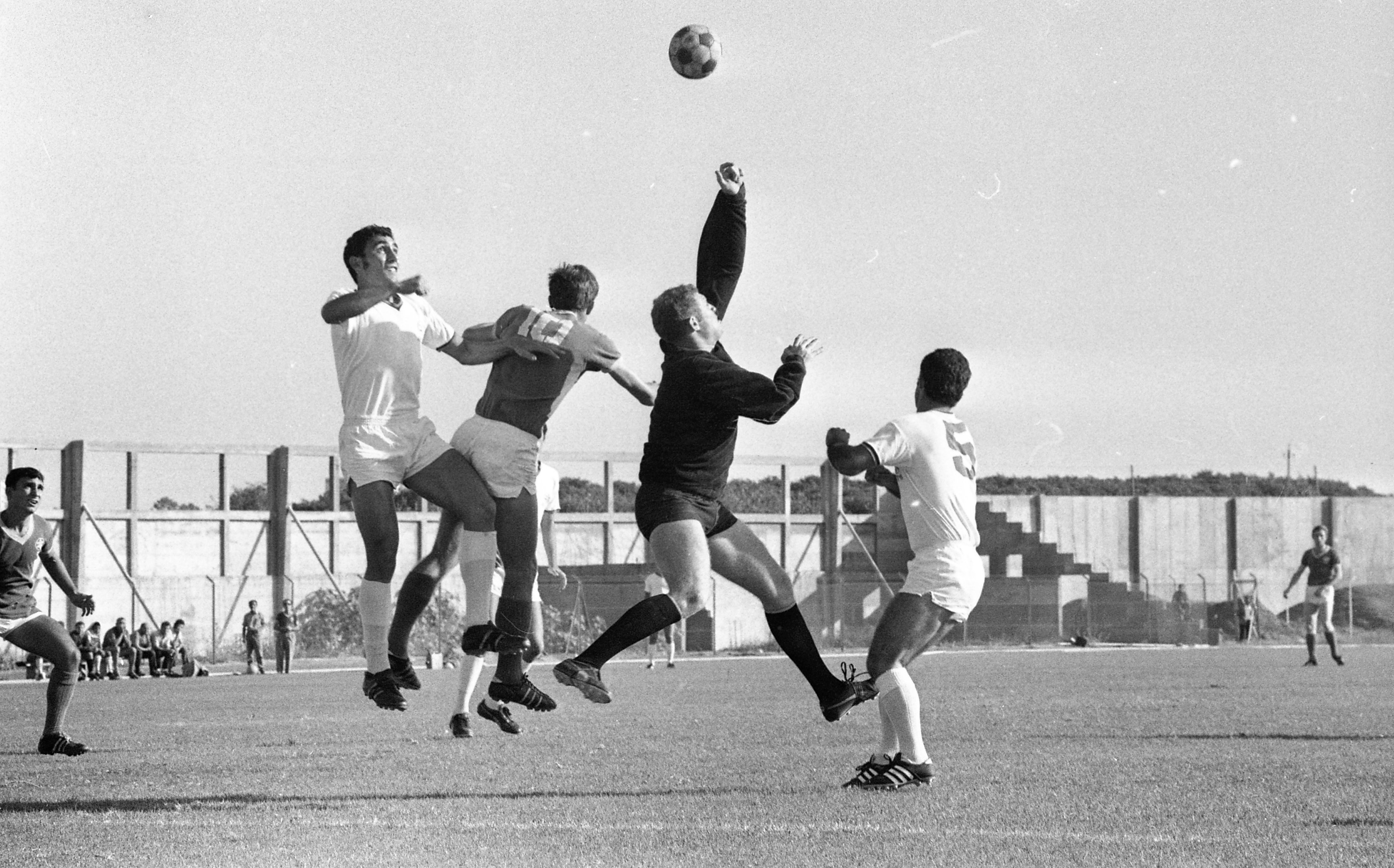
Partido entre Maccabi Haifa y Maccabi Yafo, 1969

El Maccabi Haifa Football Club (en hebreo: מועדון הכדורגל מכבי חיפה‎, Moadon HaKaduregel Maccabi Haifa) es un club de fútbol israelí con sede en Haifa, Israel. El Maccabi Haifa es considerado uno de los "Cuatro Grandes" en el fútbol israelí junto a los equipos Maccabi Tel Aviv, Hapoel Tel Aviv y Beitar Jerusalén.
Es el primer equipo israelí que alcanzó la fase de grupos de la UEFA Champions League, hecho ocurrido en 2002, pero por razones de seguridad (Israel estaba en medio de la intifada palestina) tuvo que disputar sus partidos de local en el estadio Estadio GSP en Nicosia, Chipre. Debido a la Guerra de Gaza, para competencias UEFA, su localía la hace en el Estadio Partizán, en Belgrado, Serbia. 
En su palmarés cuentan con 14 Ligas, 6 Copas, 4 Supercopas y 5 Copas Toto.

## Historia

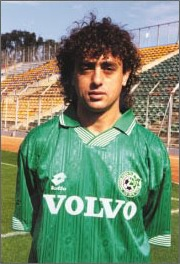
Reuven Atar jugó 10 años en el club.

### Los primeros 70 años en la sombra
El Maccabi Haifa FC se fundó en 1913, pero sus inicios no fueron nada del otro mundo, el equipo pululaba entre la Liga Leumit y ligas de menor categoría aún. Por aquel entonces el club era eclipsado por su rival de la ciudad, el Hapoel Haifa, que era el equipo más querido de la ciudad y especialmente del alcalde de Haifa entre 1951 y 1969, Abba Hushi. Pero esto no impidió que el equipo mantuviera desde el inicio un estilo de juego muy definido, alegre, ofensivo y basado en la técnica y el juego de pase.
En 1942, el club alcanzó su primera final de Copa de Israel, pero fue humillado por el Beitar Tel Aviv por 12-1, en lo que supone hasta hoy en día la mayor derrota en su historia.
En 1962 llegó el primer título, y el único hasta la década de los '80. El Maccabi se alzó con la Copa de Israel al vencer por 5-2 al Maccabi Tel Aviv. Un año después se llegó de nuevo a la final pero cayó derrotado por su vecino, el Hapoel Haifa, por 1-0.
En 1977, la estrella internacional Yochanan Vollach se unió al club como jugador de Hapoel Haifa y en 1979 se convirtió en el presidente del club Maccabi Leeding, con gran éxito.

### La década de los 80'
Hasta los '80 el Maccabi Haifa no entró en el club de los campeones de Liga. Fue en 1984, cuando consiguieron su primer entorchado de la mano del técnico Shlomo Sharf, quedando por encima de Beitar Jerusalem y Hapoel Tel Aviv en una encarnizada pelea por el título. El Maccabi era conocido como "all-around-offense", su estilo ofensivo brillaba y esto trajo efectos muy positivos para el club. Sharf solía poner en liza 4 delanteros y salvaguardados a la perfección por el legendario portero Avi Ran. Un año después volvieron a coronarse campeones.
Estos dos títulos consecutivos y el vistoso juego desplegado por el conjunto ayudó mucho a que el Maccabi forjase su leyenda dentro del panorama local. Y no lograron el tercer título seguido porque en el último encuentro perdieron 1-0 frente al Hapoel Tel Aviv con un gol anotado por Gili Landau en fuera de juego, por lo que el tanto no debiera haber subido al marcador y así el Maccabi hubiera alcanzado su 3.ª liga.
En 1988, el Maccabi Haifa logró su victoria más holgada de toda su historia, un sonado triunfo por 10-0 ante nada menos que el Maccabi Tel Aviv. A la campaña siguiente, lograrían otro título liguero, bajo el mando del entrenador Amazzia Levkovic.

### Los '90
En 1990, el Maccabi Haifa se instalaba definitivamente como un club de élite en Israel cuando en 1990/01 se alzaba con su primer doblete de la historia. En el equipo empezaron a sobresalir tres jóvenes talentos como Eyal Berkovic, Reuven Atar y Tal Banin. En 1992, el Maccabi Haifa fue comprado por Ya'akov Shahar, que se convirtió en dueño y presidente del club. Bajo la dirección de Shahar, el Maccabi Haifa disfrutó de una estabilidad económica importante que ayudó a que el equipo participase por primera vez en competición europea.
Una de sus campañas más gloriosas data de la 1993/94, cuando después de ganar en 1993 la Copa de Israel, se coló en los octavos de final de la Recopa de Europa, donde cayó contra el Parma en los penaltis. Previamente había eliminado al Dudelange de Luxemburgo y al Torpedo de Moscú ruso. Ese mismo año, se consiguió la liga (entonces llamada Liga Leumit) arrollando de manera casi sobrehumana, y rompiendo muchos récords tras acabar imbatido toda la temporada, logrando una racha de 48 partidos consecutivos sin perder. Aquella plantilla de la 1993/94, dirigido por Giora Spiegel, está considerado uno de los mejores equipos en la historia del fútbol de Israel.
En 1996, Eyal Berkovic y Haim Revivo dejaron Haifa para emigrar al fútbol europeo. Mientras los dos ganaron reconocimiento en el Viejo Continente, el Maccabi Haifa entró en barrena. En 4 años sólo se logró alzar una copa en 1998.
En 1999, bajo el mando del técnico checo Dušan Uhrin, el equipo eliminó al entonces gigante francés del Paris Saint-Germain y al SV Reid de Austria, alcanzando los cuartos de final. A mediados de temporada, Alon Mizrahi dejó el equipo para fichar por el Niza.

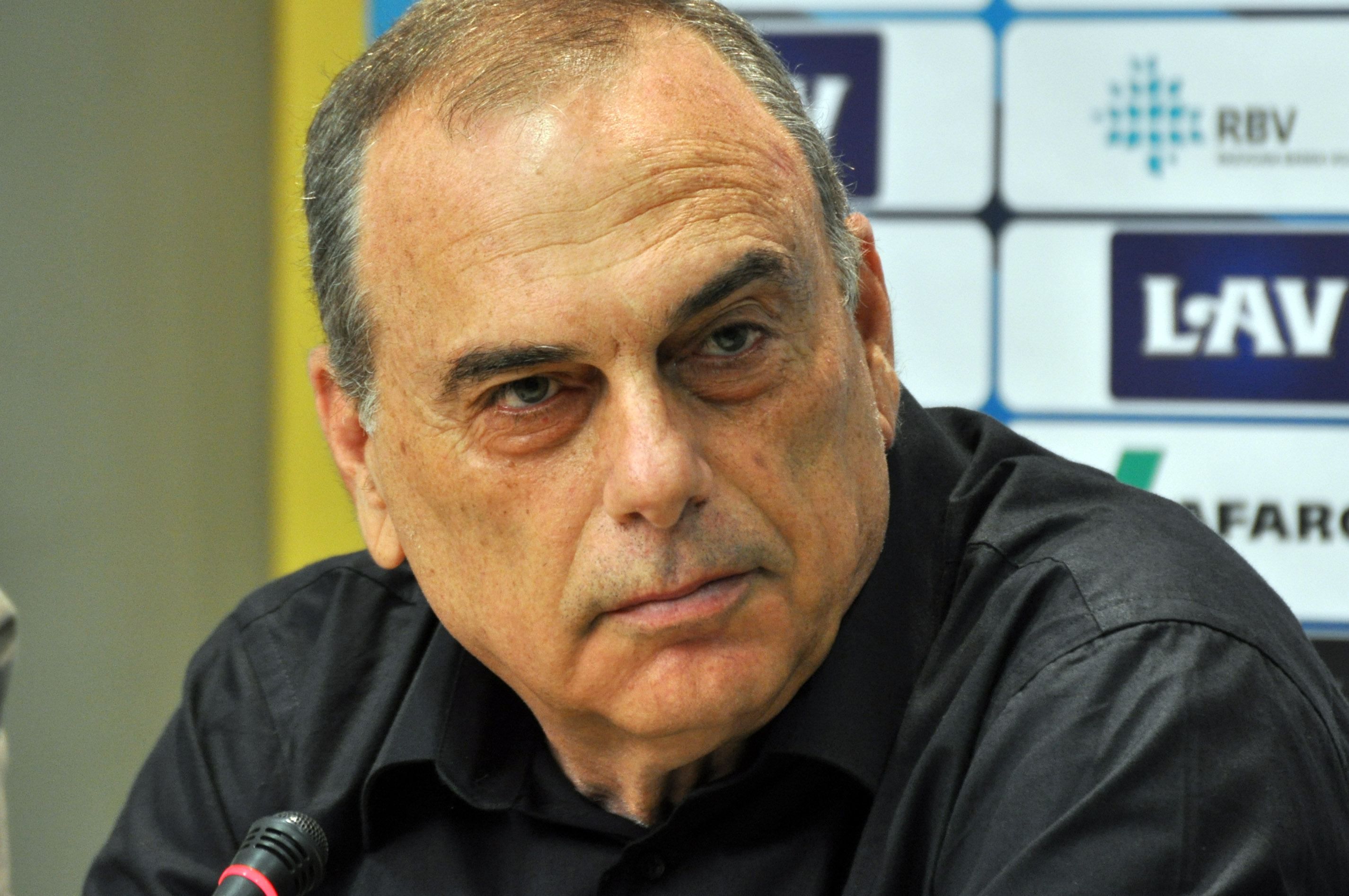
Avram Grant dirigió al club entre 2000 y 2002.

### Del 2000 a hoy

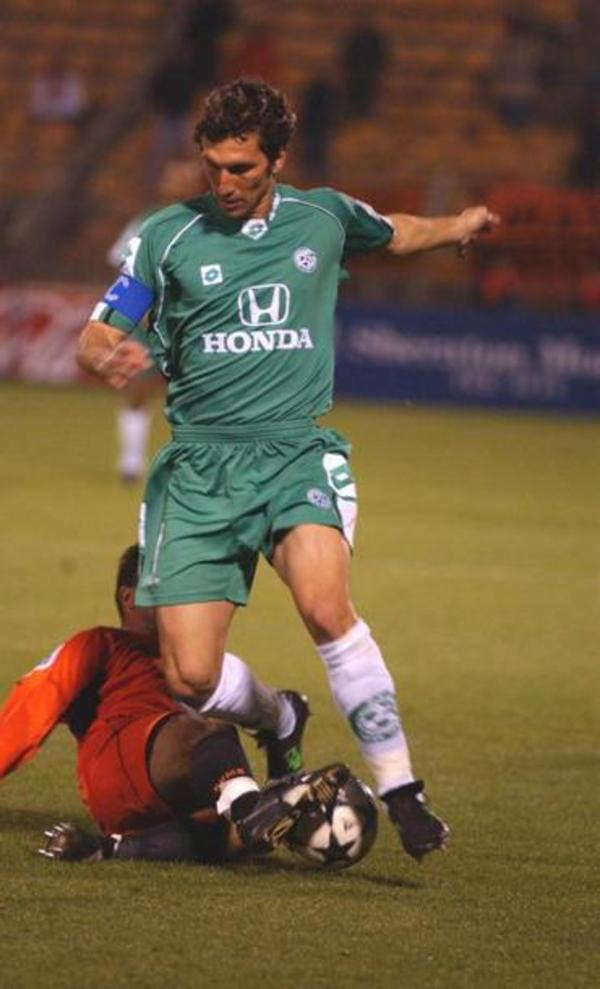
Arik Benado fue el capitán del club entre el 2000 y 2006.

Entrado el nuevo milenio el equipo se puso a las órdenes de Avram Grant, nuevo técnico del equipo. Bajo el mando de Grant recuperó el estilo ofensivo que siempre había caracterizado al club. Liderados por un joven prodigio llamado Yossi Benayoun, ganaron la liga 2000/01. El título puso fin a 9 años de sequía. La nota negativa ocurrió en las celebraciones, donde un chico joven, Amir Rand, quedó en coma tras quedar apresurado en las vallas protectoras.
Un año después, Grant ganó el 2º campeonato con relativa facilidad, liderado por el trío extranjero formado por Giovanni Rosso (Croacia), Raimondas Zutautas (Lituania) y el nigeriano Yakubu Aiyegbeni. Después de este título, Avraham Grant dejó Haifa para convertirse en el seleccionador nacional de Israel, y fue reemplazado por el técnico de la sub-21, Itzhak Shum.

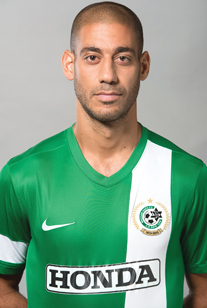
Yaniv Katan jugó 15 años en el club e incluso fue capitán (2006-14).

En 2002, el Maccabi hizo historia al convertirse en el primer equipo de Israel en clasificar para la fase de grupos de la Liga de Campeones de la UEFA. El equipo quedó encuadrado con el Manchester United, el Bayer Leverkusen y el Olympiacos FC. El Maccabi obtuvo 7 puntos que le permitieron acabar como tercero de grupo y seguir en Europa, en la Copa de la UEFA. El triunfo más sonado del grupo fue ante el Manchester United FC, a quien derrotó por 3-0 en casa (aunque por motivos de seguridad, el equipo disputó sus partidos en Nicosia).

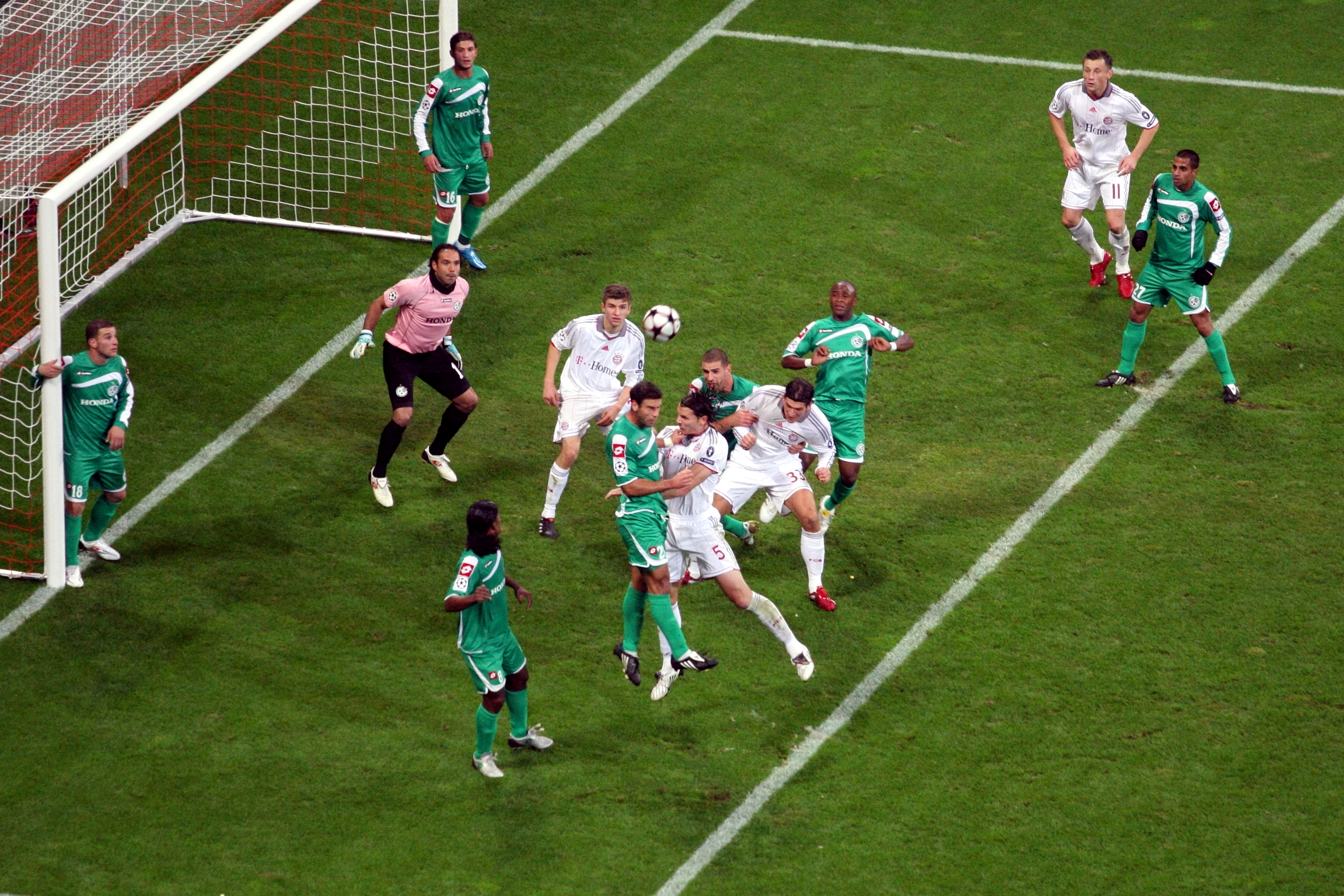
Maccabi Haifa ante Bayern Múnich en la fase de grupos de la Liga de Campeones de la UEFA 2009-10.

En la 2003/04 se ganó otra Liga pero sin convencer, con el exfutbolista del Maccabi Ronny Levy dirigiendo desde el banquillo. El filial también logró el campeonato, y el combinado de Israel de niños (compuesto únicamente por jugadores del Maccabi Haifa) ganó la Fox Kids World Cup.
En las temporadas 2004/05, 2005/06 se volvería a lograr sendos campeonatos que pondrían al Maccabi Haifa al frente del fútbol israelí, como absoluto dominador del momento. Pero lamentablemente, se quedaron a las puertas de entrar en la fase de grupos de la Liga de Campeones en ambas ediciones, tras caer ante Rosenborg y Malmö FF.
En la actual 2006/07, pese a hacer un buen papel en la Copa de la UEFA (donde alcanzaron los octavos de final), el Maccabi está completando el peor curso en mucho tiempo, con los puestos que dan acceso a Europa muy alejados.

## Maccabi Haifa en competiciones UEFA

#### Por competición
Nota: En negrita competiciones activas.
| Competición                         | Temp. | PJ  | PG | PE | PP | GF  | GC  | Dif. | Puntos | Títulos | Subtítulos |
| ----------------------------------- | ----- | --- | -- | -- | -- | --- | --- | ---- | ------ | ------- | ---------- |
| Liga de Campeones de la UEFA        | 10    | 40  | 14 | 7  | 19 | 67  | 60  | +7   | 49     | –       | –          |
| Liga Europa de la UEFA              | 12    | 56  | 23 | 14 | 19 | 79  | 79  | 0    | 83     | –       | –          |
| Liga Europa Conferencia de la UEFA  | 1     | 12  | 5  | 2  | 5  | 23  | 15  | +8   | 17     | –       | –          |
| Recopa de Europa de la UEFA         | 3     | 18  | 9  | 2  | 7  | 29  | 22  | +7   | 29     | –       | –          |
| Copa Intertoto de la UEFA           | 3     | 8   | 3  | 0  | 5  | 6   | 13  | -7   | 9      | –       | –          |
| Total                               | 28    | 134 | 54 | 25 | 55 | 204 | 189 | +15  | 187    | 0       | 0          |
| Actualizado a la Temporada 2021-22. |       |     |    |    |    |     |     |      |        |         |            |

Liga de Campeones de la UEFA
- Fase de grupos (3): 2002/03,  2009/10 y 2022/23
- Ronda de Play-Off (1): 2011/12
- Tercera ronda (2): 2004/05 y 2006/07
- Segunda ronda (2): 2001/02 y 2005/06
- Ronda previa (1): 1994/95

Liga Europa de la UEFA
- Fase de grupos (2): 2011/12, 2013/14
- Ronda de Play-Off (1): 2020/21
- Segunda ronda (2): 2016/17, 2019/20
- Tercera ronda (1): 2010/11

Copa de la UEFA
- Octavos de final (1): 2006/07
- Dieciseisavos de final (1): 2002/03
- Segunda ronda (1): 2003/04
- Primera ronda (2): 2000/01 y 2004/05
- Ronda previa (1): 1996/97

Recopa de Europa
- Cuartos de final (1): 1998/99
- Octavos de final (1): 1993/94
- Dieciseisavos de final (1): 1995/96

Copa Intertoto
- Fase de Grupos: (1): 1997
- Primera ronda: (1) 1999
- Segunda ronda: (1) 2007

Copa Intertoto Sistema No Regional
- Campeón de Grupo: (1) 1985
- 2º de Grupo: (2) 1986 y 1990
- 3º de Grupo: (1) 1991

Liga Europa Conferencia de la UEFA
- Fase de grupos (1): 2021/22

### Partidos
| Competicion UEFA | Competicion UEFA       | Competicion UEFA       | Competicion UEFA          | Competicion UEFA | Competicion UEFA | Competicion UEFA |
| Temporada        | Torneo                 | Ronda                  | Club                      | Ida              | Vuelta           | Resultado        |
| ---------------- | ---------------------- | ---------------------- | ------------------------- | ---------------- | ---------------- | ---------------- |
| 1985             | Intertoto Cup          | Fase de grupos         | Beitar Jerusalem          | 3-0 (L)          | 3-1 (V)          | 1º Lugar         |
| 1985             | Intertoto Cup          | Fase de grupos         | Arminia Bielefeld         | 2-1 (L)          | 2-8 (V)          | 1º Lugar         |
| 1985             | Intertoto Cup          | Fase de grupos         | SK Sturm Graz             | 1-1 (L)          | 2-1 (V)          | 1º Lugar         |
| 1986             | Intertoto Cup          | Fase de grupos         | Hapoel Tel Aviv           | 2-2 (L)          | 2-2 (V)          | 2º Lugar         |
| 1986             | Intertoto Cup          | Fase de grupos         | GAK Grazer                | 1-0 (L)          | 1-0 (V)          | 2º Lugar         |
| 1986             | Intertoto Cup          | Fase de grupos         | Lyngby Boldklub           | 1-2 (L)          | 0-4 (V)          | 2º Lugar         |
| 1990             | Intertoto Cup          | Fase de grupos         | Siófok Bányász            | 3-0 (L)          | 0-0 (V)          | 2º Lugar         |
| 1990             | Intertoto Cup          | Fase de grupos         | Lech Poznań               | 4-2 (L)          | 0-1 (V)          | 2º Lugar         |
| 1990             | Intertoto Cup          | Fase de grupos         | Bnei Yehuda Tel Aviv      | 2-2 (L)          | 5-0 (V)          | 2º Lugar         |
| 1991             | Intertoto Cup          | Fase de grupos         | FC Saarbrücken            | 0-6 (L)          | 1-5 (V)          | 3º Lugar         |
| 1991             | Intertoto Cup          | Fase de grupos         | Örebro                    | 0-3 (L)          | 0-1 (V)          | 3º Lugar         |
| 1991             | Intertoto Cup          | Fase de grupos         | Hapoel Petah Tikva        | 3-2 (L)          | 2-0 (V)          | 3º Lugar         |
| 1993/1994        | Recopa de Europa       | Ronda previa           | Dudelange                 | 1-0 (V) .        | 6-1 (L) .        | 7–1              |
| 1993/1994        | Recopa de Europa       | Dieciseisavos de final | Torpedo Moscow            | 0-1 (V) .        | 3-1 (L) .        | 3–2              |
| 1993/1994        | Recopa de Europa       | Octavos de final       | Parma                     | 0-1 (L) .        | 1-0 (V) .        | 1-1              |
| 1994/1995        | Liga de Campeones      | Ronda previa           | Casino Salzburg           | 1-2 (L) .        | 1-3 (V) .        | 2-5              |
| 1995/1996        | Recopa de Europa       | Ronda previa           | KÍ Klaksvík               | 4-0 (L) .        | 2-3 (V) .        | 6-3              |
| 1995/1996        | Recopa de Europa       | Dieciseisavos de final | Sporting Lisbon           | 0-4 (V) .        | 0-0 (L) .        | 0-4              |
| 1996/1997        | Copa de la UEFA        | Primera ronda          | Partizan Belgrade         | 0-1 (L) .        | 1-3 (V) .        | 1-4              |
| 1997             | Copa Intertoto         | Fase de grupos         | Proleter Zrenjanin        | 0-4 (V)          |                  |                  |
| 1997             | Copa Intertoto         | Fase de grupos         | Publikum                  | 0-1 (L)          |                  |                  |
| 1997             | Copa Intertoto         | Fase de grupos         | Antalyaspor               | 2–0 (V)          |                  |                  |
| 1997             | Copa Intertoto         | Fase de grupos         | Lokomotiv Nizhny Novgorod | 0-4 (L)          |                  |                  |
| 1998/1999        | Recopa de Europa       | Ronda previa           | Glentoran                 | 1-0 (V) .        | 2-1 (L) .        | 3-1              |
| 1998/1999        | Recopa de Europa       | Dieciseisavos de final | Paris Saint-Germain       | 1–1 (V) .        | 3-2 (L) .        | 4-3              |
| 1998/1999        | Recopa de Europa       | Octavos de final       | Ried                      | 1–2 (V) .        | 4-1 (L) .        | 5-3              |
| 1998/1999        | Recopa de Europa       | Cuartos de final       | Lokomotiv Moscow          | 0-3 (V) .        | 0-1 (L) .        | 0-4              |
| 1999             | Copa Intertoto         | Primera Ronda          | Qarabağ Agdam             | 1-2 (L)          | 1-0 (V)          | 2-2              |
| 2000/2001        | Copa de la UEFA        | Ronda previa           | Slavia-Mozyr              | 1-1 (V).         | 0-0 (L).         | 1–1              |
| 2000/2001        | Copa de la UEFA        | Primera ronda          | Vitesse Arnhem            | 0-3 (V) .        | 2-1 (L) .        | 2-4              |
| 2001/2002        | Liga de Campeones      | Segunda ronda          | Haka                      | 1-0 (V) .        | 0-3 (L).         | 1-3              |
| 2002/2003        | Liga de Campeones      | Segunda ronda          | Belshina Bobruisk         | 4-0 (L) .        | 1-0 (V) .        | 5-0              |
| 2002/2003        | Liga de Campeones      | Tercera ronda          | Sturm Graz                | 2-0 (L.</ref>).  | 3–3 (V) .        | 5-3              |
| 2002/2003        | Liga de Campeones      | Fase de grupos         | Manchester United         | 2-5. (V)         | 3-0(L.</ref>).   |                  |
| 2002/2003        | Liga de Campeones      | Fase de grupos         | Olympiacos                | 3-0 (L.</ref>).  | 3-3 (V).         |                  |
| 2002/2003        | Liga de Campeones      | Fase de grupos         | Bayer Leverkusen          | 0–2 (L.</ref>).  | 1-2 (V) .        |                  |
| 2002/2003        | Copa de la UEFA        | Dieciseisavos de final | AEK Athens                | 0-4 (V) .        | 1-4 (L).         | 1-8              |
| 2003/2004        | Copa de la UEFA        | Ronda previa           | Cwmbran Town              | 3-0 (V) .        | 3-0 (L) .        | 6-0              |
| 2003/2004        | Copa de la UEFA        | Primera ronda          | Publikum                  | 2-1 (V) .        | 2-2 (V) .        | 4-3              |
| 2003/2004        | Copa de la UEFA        | Segunda ronda          | Valencia                  | 0-0 (V) .        | 0-4 (L) .        | 0-4              |
| 2004/2005        | Liga de Campeones      | Tercera ronda          | Rosenborg                 | 1-2 (V) .        | 2-3 (L) .        | 3-5              |
| 2004/2005        | Copa de la UEFA        | Primera Ronda          | Dnipro Dnipropetrovsk     | 1-0 (L) .        | 0-2 (V) .        | 1-2              |
| 2005/2006        | Liga de Campeones      | Segunda ronda          | Malmö                     | 2-3 (V) .        | 2-2 (L) .        | 4-5              |
| 2006/2007        | Liga de Campeones      | Tercera ronda          | Liverpool                 | 1-2 (V) .        | 1-1 (L) .        | 2-3              |
| 2006/2007        | Copa de la UEFA        | Primera Ronda          | Litex Lovech              | 1-1 (L) .        | 3-1 (V) .        | 4-2              |
| 2006/2007        | Copa de la UEFA        | Fase de grupos         | Auxerre                   | 3-1 (L) .        |                  |                  |
| 2006/2007        | Copa de la UEFA        | Fase de grupos         | Rangers                   | 0-2 (L) .        |                  |                  |
| 2006/2007        | Copa de la UEFA        | Fase de grupos         | Partizan Belgrade         | 1-0 (L) .        |                  |                  |
| 2006/2007        | Copa de la UEFA        | Fase de grupos         | Livorno                   | 1-1 (V) .        |                  |                  |
| 2006/2007        | Copa de la UEFA        | Dieciseisavos de final | CSKA Moscow               | 0-0 (V) .        | 1-0 (L) .        | 1-0              |
| 2006/2007        | Copa de la UEFA        | Octavos de final       | Espanyol                  | 0-4 (L) .        | 0-4 (V) .        | 0-4              |
| 2007             | Copa Intertoto         | Segunda fase           | Gloria Bistrița           | 0-2 (L)          | 2-0 (V)          | 2-2              |
| 2009/2010        | Liga de Campeones      | Segunda ronda          | Glentoran                 | 6-0 (L) .        | 4-0 (V) .        | 10-0             |
| 2009/2010        | Liga de Campeones      | Tercera ronda          | FC Aktobe                 | 0-0 (V) .        | 4–3 (L) .        | 4-3              |
| 2009/2010        | Liga de Campeones      | Ronda de play-off      | Red Bull Salzburg         | 2-1 (V) .        | 3–0 (L) .        | 5-1              |
| 2009/2010        | Liga de Campeones      | Fase de grupos         | Bayern Múnich             | 0-3 (L) .        | 0-1 (V) .        |                  |
| 2009/2010        | Liga de Campeones      | Fase de grupos         | Bordeaux                  | 0–1 (V) .        | 0-1 (L) .        |                  |
| 2009/2010        | Liga de Campeones      | Fase de grupos         | Juventus                  | 0-1 (V) .        | 0-1 (L) .        |                  |
| 2010/2011        | Liga Europa            | Tercera ronda          | Dinamo Minsk              | 1-0 (L) .        | 1-3 (V) .        | 2-3              |
| 2011/2012        | Liga de Campeones      | Segunda ronda          | Borac Banja Luka          | 5-1 (L) .        | 2-3 (V) .        | 7-4              |
| 2011/2012        | Liga de Campeones      | Tercera ronda          | Maribor                   | 2-1 (L) .        | 1-1 (V) .        | 3-2              |
| 2011/2012        | Liga de Campeones      | Ronda de play-off      | Genk                      | 2-1 (L) .        | 1-2 (V) .        | 3-3              |
| 2011/2012        | Liga Europa            | Fase de grupos         | AEK Larnaca               | 1-0 (L) .        | 1-2 (V) .        |                  |
| 2011/2012        | Liga Europa            | Fase de grupos         | Schalke 04                | 1–3 (V) .        | 0-3 (V) .        |                  |
| 2011/2012        | Liga Europa            | Fase de grupos         | Steaua București          | 5-0 (L) .        | 2-4 (V)          |                  |
| 2013/2014        | Liga Europa            | Segunda ronda          | Khazar Lankaran           | 2-0 (L) .        | 8-0 (V) .        | 10-0             |
| 2013/2014        | Liga Europa            | Tercera ronda          | Ventspils                 | 0-0 (V) .        | 3–0 (L) .        | 3-0              |
| 2013/2014        | Liga Europa            | Ronda de play-off      | Astra Giurgiu             | 1-0 (L) .        | 1–1 (V) .        | 2-1              |
| 2013/2014        | Liga Europa            | Fase de grupos         | AZ Alkmaar                | 0-1 (L) .        | 0-2 (V) .        |                  |
| 2013/2014        | Liga Europa            | Fase de grupos         | Shakhter Karagandy        | 2–2 (V) .        | 2-1 (L) .        |                  |
| 2013/2014        | Liga Europa            | Fase de grupos         | PAOK Thessaloniki         | 2-3 (V) .        | 0-0 (L) .        |                  |
| 2016/2017        | Liga Europa            | Segunda ronda          | Nõmme Kalju               | 1-1 (H) .        | 1-1 (V)          | 2-2 (3-5 p)      |
| 2019/2020        | Liga Europa            | Primera ronda          | Mura                      | 2–0 (L)          | 3–2 (V)          | 5–2              |
| 2019/2020        | Liga Europa            | Segunda ronda          | Strasbourg                | 1–3 (V)          | 2–1 (L)          | 3–4              |
| 2020/2021        | Liga Europa            | Primera ronda          | Željezničar               | 3–1 (L)          |                  |                  |
| 2020/2021        | Liga Europa            | Segunda ronda          | Kairat                    | 2–1 (L)          |                  |                  |
| 2020/2021        | Liga Europa            | Tercera ronda          | Rostov                    | 2–1 (V)          |                  |                  |
| 2020/2021        | Liga Europa            | Ronda de playoff       | Tottenham Hotspur         | 2–7 (V)          |                  |                  |
| 2021/2022        | UEFA Champions League  | Primera ronda          | Lairat                    | 1-1 (L)          | 0-2 (V)          | 1-3              |
| 2021/2022        | UEFA Conference League | Segunda ronda          | FC Dinamo Tbilisi         | 2-1 (V)          | 5-1 (L)          | 7-1              |
| 2021/2022        | UEFA Conference League | Tercera ronda          | HB Tórshavn               | 7-2 (L)          | 0-1 (V)          | 7-3              |
| 2021/2022        | UEFA Conference League | Playoff                | Neftchi                   | 3-3 (V)          | 4-0 (L)          | 7-3              |
| 2021/2022        | UEFA Conference League | Fase de grupos         | Feyenoord                 | 0-0 (L)          | 1-2 (V)          | 4° lugar         |
| 2021/2022        | UEFA Conference League | Fase de grupos         | Union Berlin              | 0-3 (V)          | 0-1 (L)          | 4° lugar         |
| 2021/2022        | UEFA Conference League | Fase de grupos         | Slavia Praga              | 1-0 (L)          | 0-1 (V)          | 4° lugar         |
| 2022/2023        | UEFA Champions League  | Segunda ronda          | Olympiakos FC             | 1-1 (L)          | 4-0 (V)          | 5-1              |
| 2022/2023        | UEFA Champions League  | Tercera ronda          | Apollon Limassol          | 4-0 (L)          | 0-2 (V)          | 4-2              |
| 2022/2023        | UEFA Champions League  | Playoff                | Estrella Roja de Belgrado | 3-2 (L)          | 2-2 (V)          | 5-4              |
| 2022/2023        | UEFA Champions League  | Fase de grupos         | SL Benfica                | 0-2 (V)          | 1-6 (L)          | 4° lugar         |
| 2022/2023        | UEFA Champions League  | Fase de grupos         | PSG                       | 1-3 (L)          | 2-7 (V)          | 4° lugar         |
| 2022/2023        | UEFA Champions League  | Fase de grupos         | Juventus FC               | 1-3 (V)          | 2-0 (L)          | 4° lugar         |
| 2023/2024        | UEFA Champions League  | Primera ronda          | Ħamrun Spartans           | 4-0 (V)          | 2-1 (L)          | 6-1              |
| 2023/2024        | UEFA Champions League  | Segunda ronda          | Sheriff                   | 0-1 (V)          | 4-1 (L)          | 4-2              |
| 2023/2024        | UEFA Champions League  | Tercera ronda          | Slovan                    | 2-1 (V)          | 3-1 (L)          | 5-2              |
| 2023/2024        | UEFA Champions League  | Playoff                | Young Boys                | 0-0 (L)          | 0-3 (V)          | 0-3              |
| 2023/2024        | UEFA Europa League     | Fase de grupos         | Rennes                    | 0-3 (V)          | 0-3 (L)          | 3° lugar         |
| 2023/2024        | UEFA Europa League     | Fase de grupos         | Panathinaikos             | 0-0 (L)          | 2-1 (V)          | 3° lugar         |
| 2023/2024        | UEFA Europa League     | Fase de grupos         | Villarreal CF             | 0-0 (V)          | 1-2 (L)          | 3° lugar         |
| 2023/2024        | UEFA Conference League | Knockout               | Gent                      | 1-0 (L)          | 1-1 (V)          | 2-1              |
| 2023/2024        | UEFA Conference League | 1/16                   | ACF Fiorentina            | 3-4 (L)          | 1-1 (V)          | 4-5              |
| 2024/2025        | UEFA Conference League | Segunda ronda          | Sabah FC                  | 0-3 (L)          | 6-3 (V)          | 6-6 (2-3 p)      |

## Estadio
Antiguamente el Maccabi jugaba en Kiryat Haim, lugar donde ahora el rival de la ciudad, el Hapoel, entrena. En 1955, la Unión italiana de trabajo regaló un terreno de juego en el corazón de Haifa que sirvió de nuevo hogar para el equipo. El encuentro inaugural fue un Maccabi Haifa-Hapoel Haifa, que solventó el Maccabi con un 4-1.
En el estadio Kiryat Eliezer se perdió el evento más importante en la historia del club, la participación en la UEFA Champions League. En aquella edición el club tuvo que jugar sus partidos como local en Nicosia, Chipre. En días de partido, cuando la demanda supera la capacidad del estadio, la gente suele vender entradas para ver el partido desde sus terrazas o azoteas.

### Nuevo estadio
El Estadio Sammy Ofer también conocido como Estadio Internacional de Haifa es un estadio de fútbol ubicado en la ciudad de Haifa, Israel. Es la sede de los clubes Maccabi Haifa y Hapoel Haifa, que disputan la Liga Premier de fútbol de Israel, y posee una capacidad para 30 942 espectadores. Reemplazó al antiguo estadio Kiryat Eliezer.

## Uniforme
| Periodo       | Uniforme | Patrocinador |
| ------------- | -------- | ------------ |
| 1980-82       | Adidas   | Alfa Romeo   |
| 1982-84       | Umbro    | Drucker      |
| 1984-92       | Adidas   | Volvo        |
| 1992-93       | Lotto    | Volvo        |
| 1993-96       | Lotto    | Isracard     |
| 1996-98       | Nike     | Volvo        |
| 1998-02       | Lotto    | Volvo        |
| 2002-04       | Lotto    | Honda        |
| 2004-07       | Puma     | Honda        |
| 2007-11       | Lotto    | Honda        |
| 2011-18       | Nike     | Honda        |
| 2018-23       | Nike     | Volvo        |
| 2023-presente | Adidas   | Volvo        |

### Evolución

#### Local
| 1983-84 | 1984-85 | 1988-89 | 1990–91 | 1992–93 | 1993–94 | 1994–95 |  |
| 1997–98 | 2000-01 | 2003    | 2004-05 | 2008–09 | 2009-10 | 2010–11 |  |
| 2011-12 | 2012-13 | 2013-14 | 2014-15 | 2015–16 | 2016-18 | 2018-19 |  |

#### Visita
| 2015–16 | 2013-15 | 2012-13 | 2011-12 | 2010-11 | 2009-10 |  |

#### Tercero
| 2014-15 | 2013-14 | 2012-13 | 2011-12 | 2010-11 | 2009-10 |  |

#### Cuarto
| 2013-14 | 2012-13 | 2011-12 | 2009-10 |

## Palmarés

### Liga
- - Campeón (15): 1983-84, 1984-85, 1988-89, 1990-91, 1993-94, 2000-01, 2001-02, 2003-04, 2004-05, 2005-06, 2008-09, 2010-11, 2020-21, 2021-22, 2022-23
  - Subcampeón (7): 1985-86, 1994-95, 1995-96, 1999-2000, 2002-03, 2009-10, 2012-13
- Segunda Categoría
  - Campeón (4): 1944-45, 1946-47, 1965-66, 1974-75

### Copas
- Copa de Israel
  - Campeón (6): 1962, 1991, 1993, 1995, 1998, 2016[21]
  - Finalista (11): 1942, 1963, 1971, 1985, 1987, 1989, 2002, 2009, 2011, 2012, 2022
- Copa Toto
  - Campeón (5): 1994, 2003, 2006, 2008, 2022
  - Finalista (3): 2000, 2004, 2015
- Supercopa de Israel
  - Campeón (5): 1962, 1985, 1989, 2021, 2023
  - Finalista (3): 1984, 2016, 2022

## Jugadores

### Plantilla 2024/25
Aclaración
- = Lesionado.
- = Capitán.

### Oficiales del club
Directiva
- Presidente:  Ya'akov Shahar
- Jefe ejecutivo: Uzi Moore
- Director ejecutivo:  Uddy Shochtowicz
- Director ejecutivo:  Barak Kana
- Director ejecutivo:  Tzavi Wianzer

Altos cargos
- Secretario:  Asaf Ben-Dov
- Jefe de prensa:  Dudu Bezek
- Director comercial:  Haim Izkowicz
- Director de servicios financieros:  Dalit Zimmerman
- Director de reuniones:  Zion Biton

Cuerpo técnico
- Director deportivo:  Tor-Kristian Karlsen
- Entrenador:  Ronny Levy
- 2º Entrenador:  Ronen Gabay
- Director de equipo:  Raffi Osmo
- Preparador físico:  Uri Harel
- Entrenador de porteros: Giora Antman

Servicios médicos
- Doctor:  Dr. Ami Berber y  Dr. Doron Kopelman
- Ortopedista: Dr. Bezale Paskin
- Fisioterapeura:  Pinny Sharon
- Masajista:  Alexandre Robichek
- Fisioterapia:  Alon Persi

Servicios de equipamiento
Kit Manager:  Zaa'v Yakshin y  Shay Bar

## Historial de entrenadores
| Nombre                | Nac.                                          | Período                             | Títulos                                                                  |
| --------------------- | --------------------------------------------- | ----------------------------------- | ------------------------------------------------------------------------ |
| Israel Schwartz       | Bandera de Israel                             | 1946 - 1947                         |                                                                          |
| Taurentauer           | Bandera de Hungría                            | 1950 - 1952                         |                                                                          |
| Otto Schlefenberg     | Bandera de Austria · Bandera de Israel        | 1952 - 1954 1962 - 1963             | Copa de Israel (1962)                                                    |
| Eli Fox               | Bandera de Israel                             | 1954 - 1956 1977                    |                                                                          |
| Andor Kisch           | Bandera de Hungría                            | 1956 - 1957 1962                    |                                                                          |
| Ariyeh Koch           | Bandera de Israel                             | 1957 - 1959                         |                                                                          |
| David Farkash         | Bandera de Checoslovaquia · Bandera de Israel | 1959 - 1961                         |                                                                          |
| Alex Forbes           | Bandera de Escocia                            | 1961 - 1962                         |                                                                          |
| Vasili Spasov         | Bandera de Bulgaria                           | 1963 - 1965                         |                                                                          |
| Israel Halibner       | Bandera de Israel                             | 1965                                |                                                                          |
| Avraham Menchel       | Bandera de Israel                             | 1965 - 1969 1972 - 1974             |                                                                          |
| Edmond Smeilowicz     | Bandera de Israel                             | 1969 - 1970                         |                                                                          |
| Ori Weinberg          | Bandera de Israel                             | 1974 - 1975                         |                                                                          |
| Shimon Shinar         | Bandera de Israel                             | 1975 - 1977                         |                                                                          |
| Jonny Hardy           | Bandera de Israel                             | 1970 - 1972 1977 - 1978 1979 - 1983 |                                                                          |
| Moshe Sasson          | Bandera de Israel                             | 1977                                |                                                                          |
| Eran Kollek           | Bandera de Israel                             | 1978 - 1979                         |                                                                          |
| Mordechai Spiegler    | Bandera de Israel                             | 1979                                |                                                                          |
| Jack Mansell          | Bandera de Inglaterra                         | 1982 - 1983                         |                                                                          |
| Shlomo Sharf          | Bandera de Israel                             | 1983 - 1987 1990 - 1992             | Liga (1984, 1985, 1991); Copa de Israel (1991)                           |
| Dror Kashtan          | Bandera de Israel                             | 1987 - 1988                         |                                                                          |
| Amazzia Levkovic      | Bandera de Israel                             | 1988 - 1990                         | Liga (1989)                                                              |
| Giora Spiegel         | Bandera de Israel                             | 1992 - 1998                         | Liga (1994); Copa de Israel (1993, 1995); Copa Toto (1994)               |
| Daniel Brailovsky     | Bandera de Argentina · Bandera de Israel      | 1998 1999                           | Copa de Israel (1998)                                                    |
| Dušan Uhrin           | Bandera de República Checa                    | 1998 - 1999                         |                                                                          |
| Eli Cohen             | Bandera de Israel                             | 1999 - 2000                         |                                                                          |
| Ronny Levy            | Bandera de Israel                             | 2000 2003 - 2008 2015 - 2016        | Liga (2004, 2005, 2006); Copa de Israel (2016); ; Copa Toto (2003, 2006) |
| Avram Grant           | Bandera de Israel                             | 2000 - 2002                         | Liga (2001, 2002)                                                        |
| Itzhak Shum           | Bandera de Israel                             | 2002 - 2003                         |                                                                          |
| Elisha Levy           | Bandera de Israel                             | 2008 - 2012                         | Liga (2009, 2011)                                                        |
| Reuven Atar           | Bandera de Israel                             | 2012                                |                                                                          |
| Arik Benado           | Bandera de Israel                             | 2012 - 2014                         |                                                                          |
| Aleksandar Stanojević | Bandera de Serbia                             | 2014                                |                                                                          |
| Marco Balbul          | Bandera de Israel                             | 2014 - 2015 2018 -                  |                                                                          |
| René Meulensteen      | Bandera de los Países Bajos                   | 2016 - 2017                         |                                                                          |
| Guy Luzon             | Bandera de Israel                             | 2017                                |                                                                          |
| Fred Rutten           | Bandera de los Países Bajos                   | 2018                                |                                                                          |
| Eli Guttman           | Bandera de Israel                             | 2018                                |                                                                          |
| Marco Balbul          | Bandera de Israel                             | 2018 - 2020                         |                                                                          |
| Barak Bakhar          | Bandera de Israel                             | 2020                                |                                                                          |

## Datos y récords del club
- Máximo goleador: Zahi Armeli (90 goles)
- Máximo goleador en una temporada: Alon Mizrahi (1993/94) y Shlomi Arbeitman (2009/10; 29 goles)
- Máximo goleador en fútbol europeo: Yaniv Katan y Alon Mizrahi (15 goles)
- Jugador con más partidos: Alon Harazi (495)
- Jugador con más títulos: Alon Harazi (15)

- Temporadas en 1.ª división: 58
- Temporadas en 2º división: 6
- Mejor puesto en la liga:  1º (12 veces; 1983/1984, 1984/1985, 1988/1989, 1990/1991, 1993/1994, 2000/2001, 2001/2002, 2003/2004, 2004/2005, 2005/2006, 2008/2009, 2010/2011).
- Peor puesto en la liga:  7º (en la Segunda Categoría; 1973/1974) .
- Mayor número de victorias en un campeonato: 27 (1993/1994).
- Mayor número de derrotas en un campeonato: 16 (1973/1974).
- Mayor número de puntos en un campeonato: 95 (1993/94).
- Mayor número de goles a favor en un campeonato: 97 (1993/94).
- Mayor número de goles en contra en un campeonato: 53 (1951/1952).
- Mayor número de diferencia de goles en un campeonato: 70 (1993/1994).
- Mayor goleada a favor: 10-0 contra Maccabi Tel Aviv (1987/1988).
- Mayor goleada en contra: 0-9 contra Hapoel Petah-Tikvah (1952/1953).
- Mayor diferencia de puntos del 2º: 16 (2005/06; Compartido).
- 39 Partidos sin perder en una temporada (Récord).
- 46 partidos consecutivo sin perder (de Abril 1993 hasta Octubre 1994).
- 30 partidos consecutivo sin perder de visitante (de Abril 1993 hasta Marzo 1995).
- El único equipo Israelí en ganar 6 campeonatos en una Década (2000/2001, 2001/2002, 2003/2004, 2004/2005, 2005/2006 y 2008/2009).
- El primer equipo Israelí que Clasifica a Fase de Grupos de la Liga de Campeones (2002/03) .
- El primer equipo Israelí que gana en Fase de Grupos de la Copa De UEFA y el único que clasifica a Octavos de final (2006/2007).
- 48 Temporadas consecutivas clasificados a Octavos de final o Mayor en Copa de Israel (1966 hasta 2013).
- Menor número de goles en contra en un campeonato: 16 (0.46 promedio).